# Todd Black
Todd Black (* 9. Februar 1960 in Dallas, Texas) ist ein US-amerikanischer Filmproduzent, der 2017 für einen Oscar nominiert wurde.

## Karriere
Todd Black wurde in Dallas geboren und wuchs in Los Angeles auf. Er besuchte die University of Southern California und begann seine Karriere als Caster. Im Jahr 1995 wurde Black Vorsitzender von Mandalay Entertainment.
Als Mitproduzent wirkte er beim Film Spellbinder – Ein teuflischer Plan im Jahr 1988 zum ersten Mal mit. Als Filmproduzent arbeitete er mehrfach mit Will Smith zusammen, wie Das Streben nach Glück und Sieben Leben. Häufigster Darsteller in seinen produzierten Filmen ist aber Denzel Washington. Die beiden arbeiteten im Jahr 2002 das erste Mal bei dem Film Antwone Fisher zusammen. Es folgten weitere Filme wie The Great Debaters, Die Entführung der U-Bahn Pelham 123, The Equalizer, Die glorreichen Sieben und Fences. Für letztgenannten Film erhielt Black zusammen mit Scott Rudin und Denzel Washington eine Oscar-Nominierung bei der Oscarverleihung 2017 in der Kategorie bester Film.

## Filmografie (Auswahl)
Als Filmproduzent
- 1990: Short Time – Nichts als Ärger mit dem Kamikaze-Cop (Short Time)
- 1992: Class Act
- 1993: Feuer am Himmel (Fire in the Sky)
- 1993: Walter & Frank – Ein schräges Paar (Wrestling Ernest Hemingway)
- 1996: Dunston – Allein im Hotel (Dunston Checks In)
- 1996: A Family Thing – Brüder wider Willen (A Family Thing)
- 2001: Ritter aus Leidenschaft (A Knight’s Tale)
- 2002: Antwone Fisher
- 2003: Alex & Emma
- 2005: The Weather Man
- 2006: Das Streben nach Glück (The Pursuit of Happyness)
- 2007: The Great Debaters
- 2008: Sieben Leben (Seven Pounds)
- 2009: Knowing – Die Zukunft endet jetzt (Knowing)
- 2009: Die Entführung der U-Bahn Pelham 123 (The Taking of Pelham 123)
- 2010: Plan B für die Liebe (The Back-Up Plan)
- 2012: Wie beim ersten Mal (Hope Springs)
- 2014: Sex Tape
- 2014: The Equalizer
- 2015: Big Business: Außer Spesen Nichts gewesen (Unfinished Business)
- 2015: Southpaw
- 2016: Die glorreichen Sieben (The Magnificent Seven)
- 2016: Fences
- 2017: Mein Bester & Ich (The Upside)
- 2017: Roman J. Israel, Esq. – Die Wahrheit und nichts als die Wahrheit (Roman J. Israel, Esq.)
- 2018: The Equalizer 2
- 2019: Troop Zero
- 2020: Ma Rainey’s Black Bottom
- 2021: Being the Ricardos
- 2021: A Journal for Jordan
- 2022: The Man from Toronto
- 2022: Emancipation
- 2023: Cassandro
- 2023: The Equalizer 3 – The Final Chapter (The Equalizer 3)
- 2024: The Piano Lesson
- 2025: Highest 2 Lowest